# Pokrajina Campobasso
Pokrajina Campobasso (v italijanskem izvirniku Provincia di Campobasso, izg. Provinča di Kampobaso) je ena od dveh pokrajin, ki sestavljajo italijansko deželo Molize. Meji na severu z Jadranskim morjem, na vzhodu z deželo Apulija, na jugu z deželo Kampanija in na zahodu s pokrajino Isernia in z deželo Abruci.

## Večje občine
Glavno mesto je Campobasso, ostale večje občine so (podatki 1. januar 2011):
| Občina     | Prebivalcev |
| ---------- | ----------- |
| Campobasso | 50.945      |
| Termoli    | 33.035      |
| Bojano     | 8.175       |
| Larino     | 7.095       |

## Naravne zanimivosti
V občini Bojano se nahaja najstarejši kostanj na polotoku, ki je bil baje posajen v času barbarskih vdorov v četrtem stoletju. Starejša od njega sta v Italiji samo dva tisočletna kostanja na Siciliji.

## Zgodovinske zanimivosti
Leta 662 je bolgarski knez Alcek, ki so ga bili v Panoniji premagali Avari, moral zapustiti tudi Bavarsko, kamor se je bil zatekel. Zato je iskal zatočišče pri Ravenskem eksarhatu na Apeninskem polotoku. Ponujal je vojaške usluge v zameno za nekaj ozemlja. Langobardski kralj Grimoald I. ni potreboval vojaške pomoči in je Bolgare poslal na jug, v Benevento k svojemu sinu Romoaldu, ki jim je dodelil obširna neobljudena ozemlja v današnji pokrajini Campobasso. Toda Alceku ni bil priznan naslov kneza, kar pomeni, da ni bil lastnik zemlje, pač pa le upravitelj ("gastald") v sklopu langobardske administracije. Kljub temu se je ubežno ljudstvo, že močno zdesetkano (baje vsega 300 oseb), zadovoljilo in se udomačilo v pokrajini. Leta 787 je zgodovinar Paolo Diacono zapisal, da ti Bolgari "še niso pozabili svojega jezika, čeprav nekateri že govorijo latinsko". Ker je bil Alcek upravitelj kraja Bojano, takrat največjega mesta na tem področju, se domneva, da so prav njegovi potomci predhodniki dinastije Molisio (izg. Molizjo), ki je tod gospodovala vse do leta 1168 in ki je verjetno dala ime današnji pokrajini in deželi.